# Diez de Octubre
Diez de Octubre (10 de Octubre) – kanonierka marynarki wojennej Kuby z pierwszej połowy XX wieku. Jedna z dwóch jednostek tego typu, zbudowanych w 1911 roku. Służyła podczas obu wojen światowych.
Wyporność okrętu wynosiła 218 ton, napędzała go maszyna parowa pozwalająca na osiąganie prędkości 12 węzłów. Uzbrojenie stanowiły armaty kalibru do 47 mm.

## Historia
Podstawowymi jednostkami Marynarki Wojennej Kuby, utworzonej w 1909 roku, stały się kanonierki, z których pierwszą była 500-tonowa „Baire” zbudowana w 1906 roku w Gdańsku. W 1910 roku uchwalono pierwszy program rozbudowy marynarki, w wykonaniu którego zamówiono za granicą cztery kanonierki, przez co kubańska marynarka stała się jedną z najsilniejszych w Ameryce Środkowej. Obok dwóch dużych kanonierek zbudowanych w stoczni Crampa w Filadelfii w USA („Cuba” i „Patria”), zamówiono dwie małe bliźniacze kanonierki: „Diez de Octubre” i „Veinte y Cuatro de Febrero”. Źródła są jednak rozbieżne, czy zbudowano je także w stoczni Crampa, czy w brytyjskiej stoczni J. Samuel White w Cowes. Pierwszy okręt otrzymał imię „Diez de Octubre” (hiszp. 10 października, święto narodowe Kuby). Publikacje podają ogólnie tylko rok 1911 jako rok budowy i wejścia do służby.

## Opis konstrukcji

### Architektura i kadłub
Okręt był niewielką jednostką o gładkopokładowym kadłubie z taranową dziobnicą, mało wychyloną do przodu, i silnie nawisającą krążowniczą rufą. Miał jeden cienki lekko pochylony kominy pośrodku długości i dwa maszty. Niewielka nadbudówka dziobowa z mostkiem umieszczona była za masztem dziobowym.
Wyporność normalna wynosiła 218 ts (ton angielskich). Długość wynosiła 33,6 m. Szerokość wynosiła 6,10 m, a zanurzenie normalne 2,40 m.
Załoga liczyła 39 osób.

### Uzbrojenie i wyposażenie
Uzbrojenie pierwotnie stanowiła jedna armata kalibru 47 mm (3-funtowa) i dwie kalibru 37 mm (1-funtowe). W 1917 roku zamieniono dwie armaty kalibru 37 mm na dwie kalibru 47 mm.

### Napęd
Okręt napędzała jedna pionowa maszyna parowa potrójnego rozprężania o nieznanej mocy, poruszająca jedną śrubę. Parę dostarczał kocioł (lub kotły) typu Babcock. Siłownia pozwalała na osiąganie prędkości 12 węzłów. Zapas węgla wynosił 50 ton.

## Służba
W kwietniu 1917 roku Kuba przystąpiła do I wojny światowej po stronie państw Ententy i jej marynarka wraz z amerykańską patrolowała wokół Karaibów, bez starć z wrogiem. Brak jest bliższych informacji o służbie „Diez de Octubre” w znanych publikacjach.
Podczas II wojny światowej kanonierka była już zupełnie zużyta i została rozbrojona oraz zdemontowano z niej maszyny. Została skasowana w 1946 roku albo jeszcze w trakcie wojny.